# Estadi Municipal Taïeb Mhiri
L'Estadi Municipal Taïeb Mhiri és un estadi esportiu de la ciutat de Sfax, a Tunísia.
És la seu del Club Sportif Sfaxien i té una capacitat per a 14.000 espectadors.
Va ser inaugurat el 1938, essent anomenat Stade Henri Couderc fins a la independència del país el 1956. Va ser la seu de la Copa d'Àfrica de Nacions 1965 i de la Copa d'Àfrica de Nacions 2004.